# Skinnende støvpude
Skinnende støvpude (Enteridium lycoperdon) er en art plasmodisk svampedyr i klassen Myxogastria (tidl. Myxomycetes). I plasmodie-formen kan den minde om en hvid form af troldsmør, mens aetheliet har en mere ensartet, skinnende overflade. Den er mindre mobil end troldsmør, men kan bevæge sig med op til 1 cm/time om nødvendigt. Som udgangspunkt forbliver den dog på stående, døde træer, eller større nedfaldne grene, oftest af rødel.
Den kendes fra Nord- og Mellemeuropa og Mexico. Den er ikke giftig. Den kan minde om flere andre arter af svampedyr, og præcis artsbestemmelse kan i visse tilfælde kun ske ved mikroskopi.